# 가와사키 모토키
가와사키 모토키(일본어: 川崎 元気, 1979년 2월 2일 ~ )는 일본의 전 축구 선수이다.

## 구단 경력
과거 오이타 트리니타, 감바 오사카, 사간 도스에서 활동하였다.